# Самјуел Морланд
Самјуел Морланд (енгл. Samuel Morland; 1625 — 30. децембар 1695) био је енглески академик, дипломата, шпијун, проналазач и математичар 17. века. Сматра се заслужним за развој рачунарске опреме, хидраулике и парне машине.

## Образовање
Син је Томаса Морланда, ректора цркве у Беркширу. Образован је на факултету у Винчестеру и Магдалена колеџу у Кембриџу, чији је члан постао 1649. године. Морланд је посветио много времена учењу математике, а и веома добро је научио латински, као и грчки, хебрејски и француски језик, културу и дипломатију. Док је био предавач на Кембриџу, први пут се сусрео са Самјуелом Пеписом, са којим је остао у контакту до краја живота.

## Дипломата
Активно је пратио политичке догађаје и по напуштању Кембриџа прихатио је државну службу. Пословно је путовао за Шведску 1653, а 1655. године послао га је Оливер Кромвел на мисију, у Италију, да протествује због радњи предузетих против Валдензијана од династије Савоја. Остао је у Женеви неко време, као амбасадор. Написао је књигу: Историја евангеличких цркава у долини Пијемонта (1658).

## Лични живот и породица
Од 1677. године живео је у Воксолу. Био је ожењен три пута:
- Године 1657. оженио је ћерку барона са којом је имао троје деце. Умрла је 1668. године.

- Године 1670. оженио је ћерку Роџа Харнета, са којом је имао двоје деце.[4] Умрла је 1674. године.

- Године 1676. оженио је Ану Филдинг, у Солихалу, сестру Роберта Филдинга. Умла је 1680. године.[5]

Постоје споменици посвећени Морландовим женама у Вестминстерској опатији.
Почео је да слепи 1692. године. Три године касније, 30. децембра 1695. године, умро је и сахрањен je, 6. јануара 1696, у цркви Светог Павла, у Хамерсмиту.